# Acropora dendrum
Acropora dendrum là một loài san hô trong họ Acroporidae. Loài này được Bassett-Smith mô tả khoa học năm 1890.
Được tìm thấy ở các rạn sanvùng nhiệt đới, các đá ngầm nông nhiệt đới ở khu vực sóng mạnh ở độ sâu 5–20 m (16–66 foot), loài bị đe dọa do bệnh. Loài này được đánh giá là dễ bị tổn thương vào Sách đỏ IUCN, với số lượng giảm sút. Đây không phải là loài phổ biến nhưng được tìm thấy trên một diện tích lớn, và được liệt kê trong Phụ lục II của Công ước CITES.